# 발레리오 마시모 만프레디

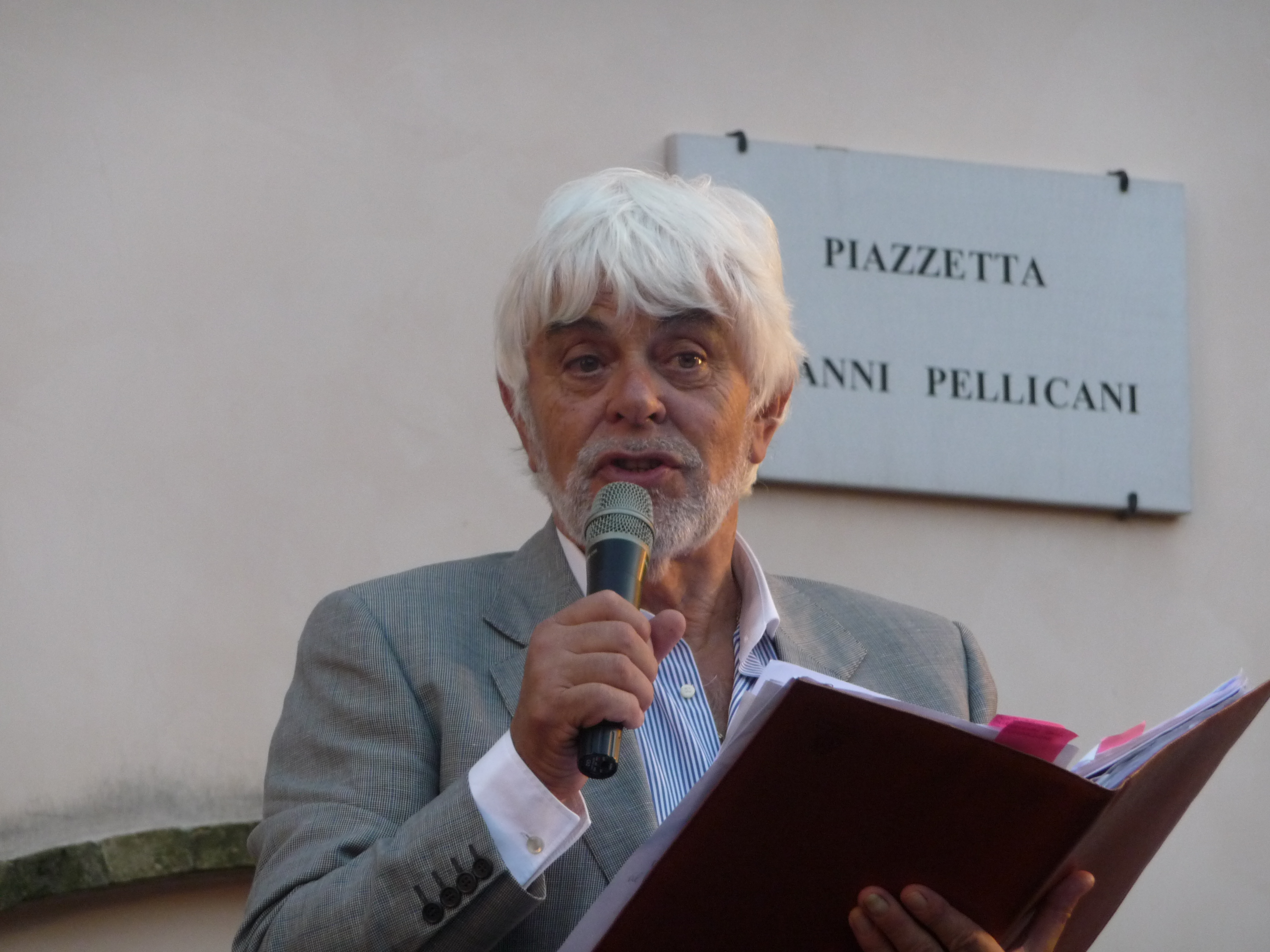
발레리오 마시모 만프레디

발레리오 마시모 만프레디(Valerio Massimo Manfredi, 1943년 3월 8일 ~ )는 이탈리아의 고고학자, 역사학자, 작가, 텔레비전 진행자이다.